# الحياة البرية في تونس

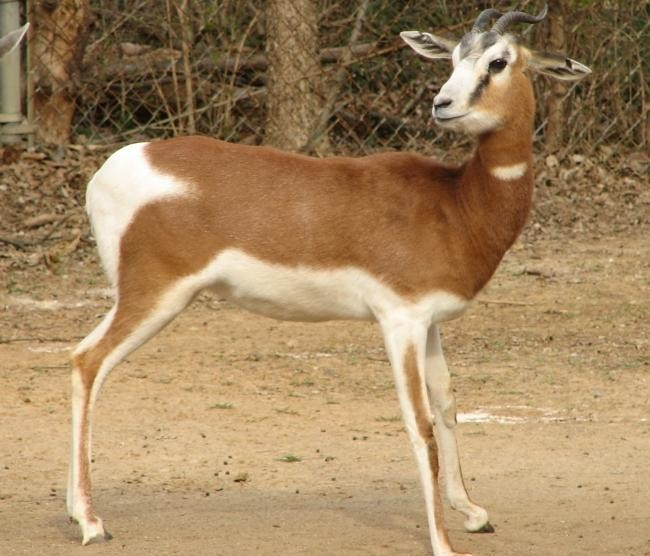
غزال المهر

تحتوي الحياة البرية في تونس على النباتات والحيوانات، بالاضافة إلى موائلها الطبيعية. واحد أشهر أعضاء الحياة البرية في تونس هو ألايل الأطلسي، وهو يتواجد حالياَ في غابات الشمال الغربي تحديدا في عين دراهم، بعدما كان واسع الانتشار في أرجاء الشمال التونسي. نظرا لموقع تونس الجغرافي وتنوع تضاريسها الأرضية ومعالمها الطبيعية والمناخية، بالاضافة إلى امتلاكها مصادر مائية مثل البحر المتوسط والسدود والبحيرات. فانها تعد واحدة من البلدان الغنية بأنواع الكائنات الحية. يحتوي التنوع النباتي في تونس على النباتات الساحلية و الجبلية وأعشاب المناطق شبه الصحراوية، والتي تدعم جزءا كبيرا من الحياة البرية. كثير من المخلوقات البرية التونسية تعيش بعيدة من المناطق الحضرية. وتشمل الحيوانات الأكثر مشاهدة مثل الخنزير البري، ابن آوى، الغزلان، الفنك، الجربوعيات، ذئاب و الضباع. وهناك أيضا مجموعات من النمور و الفهود في تونس، لكنها نادرا ما تظهر.

## مقالات ذات صلة
- حياة برية